# Cocculus orbiculatus
Espèce

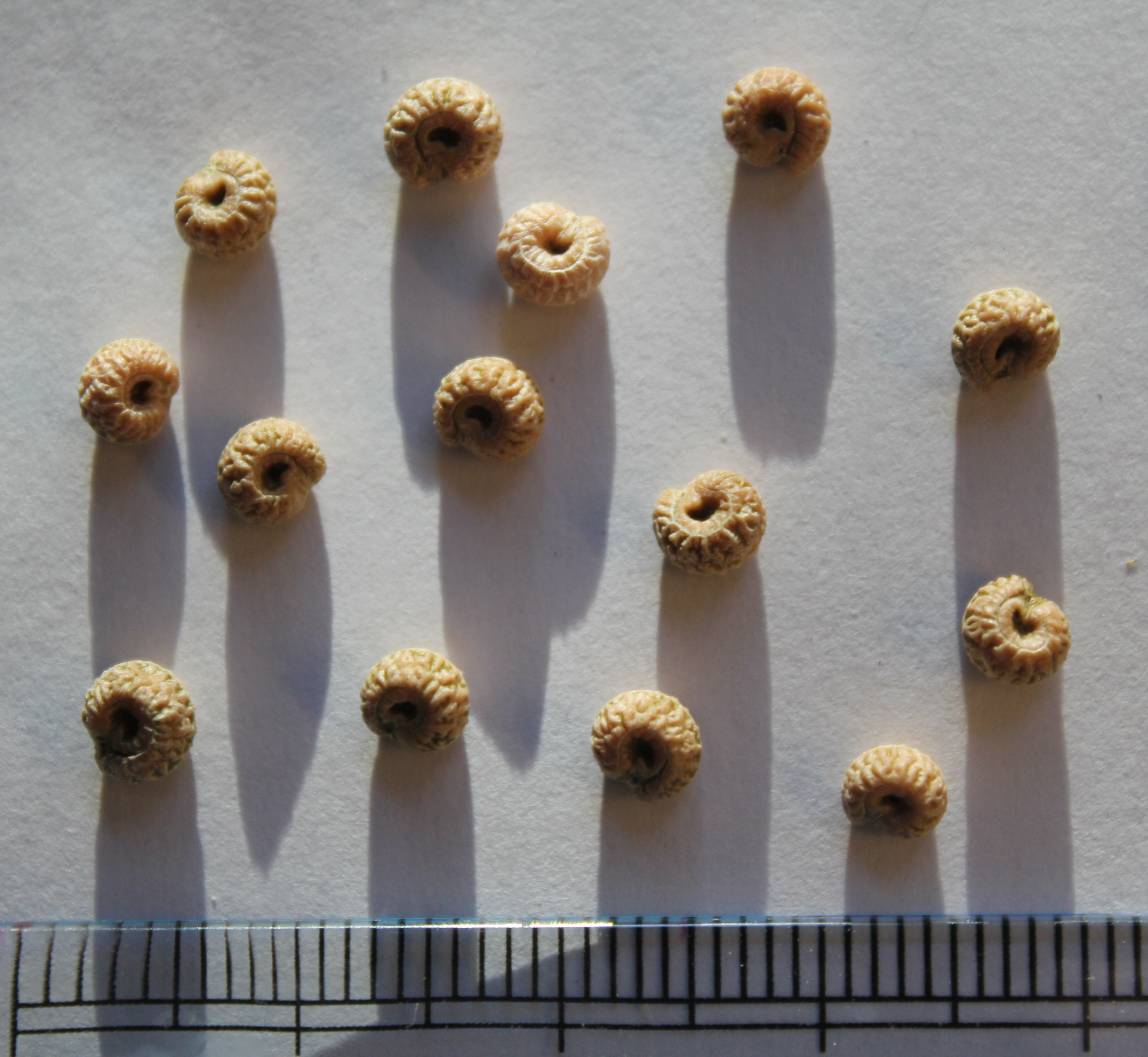
Graines de Cocculus orbiculatus.

Cocculus orbiculatus (L.) DC. est une espèce de plantes à fleurs de la famille des Menispermaceae. C'est une liane sauvage que l'on trouve en Asie tropicale, mais également naturalisée dans les Mascareignes.
À La Réunion où elle est naturalisée et considérée comme envahissante, on la nomme liane d'amarrage ou liane du diable,. Elle se développe dans l'est de l'île, plutôt en milieu humide et jusqu'à 500 mètres d'altitude.

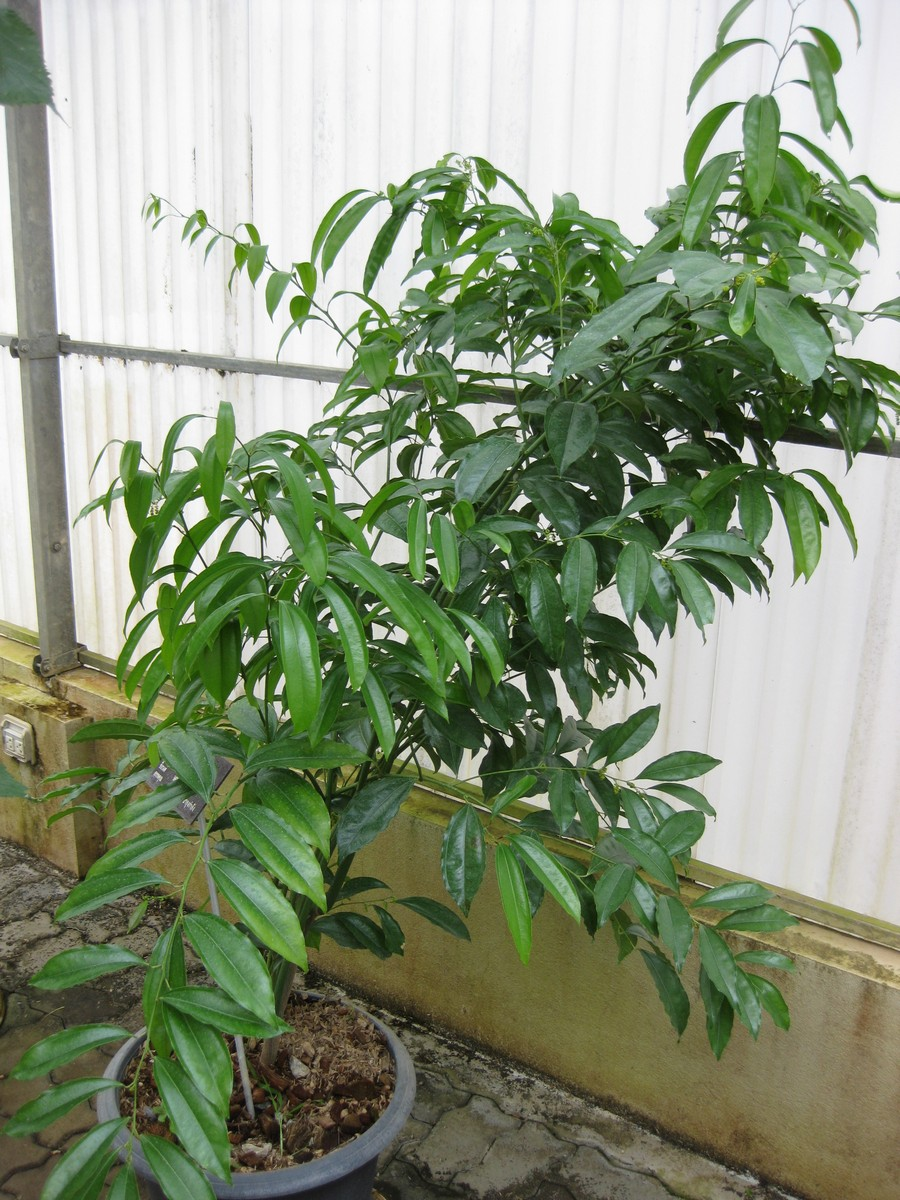
Liane Cocculus orbiculatus, Jardin botanique de la reine Sirikit, Thaïlande

## Usages
La liane est utilisée dans les constructions traditionnelles réunionnaises (rameaux et tiges) et en vannerie sauvage.
En Asie, les usages médicinaux sont variés : la tige est utilisée comme diurétique pour soigner les œdèmes, et les racines pour lutter contre la fièvre et l’épilepsie. En Chine, ce sont la tige et les feuilles qui sont prescrites contre les flatulences, les maux d’estomac et les œdèmes.

## Taxonomie
Synonymes
Il y a de nombreux synonymes incluant:
- Menispermum orbiculatum L., Sp. Pl. 1: 341. 1753.
- Nephroia elegans Ridl., J. Straits Branch Roy. Asiat. Soc. 54: 15. 1910. (as Nephroica elegans)
- Cocculus elegans (Ridl.) Ridl., Fl. Malay Penins. 1: 111. 1922.